# Колоньо-Монцезе
Коло́ньо-Монце́зе (итал. Cologno Monzese, ломб. Cològn, местн. Culògn) — город в Италии, в провинции Милан области Ломбардия.
Население составляет 48 365 человек (на 2004 г.), плотность населения —— 5.590 чел./км². Занимает площадь 8,46 км². Почтовый индекс — 20093. Телефонный код — 02.
Покровителями коммуны почитаются святой апостол и евангелист Марк, святитель Амвросий Медиоланский, празднование 7 декабря, и святой Георгий Победоносец.